# Stefano Chiantini
Stefano Chiantini, né le 5 août 1974 à Avezzano (province de L'Aquila), est un réalisateur et scénariste italien.

## Biographie
Stefano Chiantini a fait ses débuts de réalisateur avec le film Forse sì... forse no... (it), suivi de Una piccola storia (it) (2007) et L'amore non basta (it) (2008). En mai 2012 sort son film dramatique Isole, sélectionné au festival de Toronto et lauréat d'un Globe d'or avec Asia Argento. En 2013, il réalise sa première série télévisée, Una mamma imperfetta (it), lauréate d'un Ruban d'argent en tant que web-série de l'année. Il a ensuite réalisé le film Storie sospese (it), sélectionné aux Giornate degli autori, un événement organisé dans le cadre de la Mostra de Venise.

## Filmographie
- 2004 : Forse sì... forse no... (it)
- 2007 : Una piccola storia (it)
- 2008 : L'amore non basta (it)
- 2011 : Isole
- 2013 : Una mamma imperfetta (it) (série télévisée)
- 2015 : Storie sospese (it)
- 2021 : Naufragi (it)
- 2022 : Il ritorno (it)
- 2023 : Una Madre (it)